# Солнцев Сергій Іванович
Сергі́й Іва́нович Со́лнцев (7 жовтня 1872, с. Терешок Рославльського повіту Смоленської губернії —13 березня 1936) — економіст, фахівець в області загальноекономічної теорії і методології. Магістр політичної економіки та статистики, професор Санкт-Петербурзького (1904—1913), Томського (1913—1917) та Новоросійського університетів (1917—1920), Одеського інституту народного господарства (1921), Петроградського (Ленінградського) університету (1922—1936); академік ВУАН (1 жовтня 1927) та АН СРСР (12 січня 1929). Ректор Новоросійського університету (сьогодні — Одеський національний університет імені І. І. Мечникова) (17 березня 1920 — 10 липня 1920). Нагороджений орденом Св. Анни III ст. (1916), медаллю 300-ліття царствування Дому Романових (1913).

## Біографія
С. І. Солнцев народився в родині священика. Закінчив в 1895 р. гімназію в м. Вязьма, після чого вступив на медичний факультет Московського університету, за участь в студентському русі був відрахований у березні 1897 р. та висланий на два роки з Москви на батьківщину під негласний нагляд поліції, під заборону вступу в російські вузи «до особового розпорядження». Лише у 1900 р., отримав дозвіл Міністерства народної освіти, вступив на юридичний факультет Санкт-Петербургського університету. 22 вересня 1904 р. закінчив юридичний факультет Санкт-Петербурзького університету та отримав диплом I ступеню.
Після закінчення університету С. І.  Солнцева запросили на кафедру політичної економії і статистики для підготовки до професорського звання. З 1907 р. С. І. Солнцев очолює економічний кабінет Санкт-Петербурзького університету. За сумісництвом в 1907—1913 рр. читав лекції з політекономії на Стебутовських вищих жіночих сільськогосподарських курсах та Вищих курсах торгово-промислових знань. В 1908—1910 рр. отримав відрядження за кордон, працював в бібліотеках Лондона, Берліна, Дрездена, слухав лекції лондонського професора Е. Кеннана, брав участь в семінарі професора Берлінського університету Г. Шмоллера. У 1912 р. захистив у Санкт-Петербургзькому університеті дисертацію «Заработная плата как проблема распределения» та отримав ступінь магістра політичної економії та статистики. З 1 січня до 15 жовтня 1913 р. — приват-доцент кафедри політичної економії Санкт-Петербурзького університету. З 11 листопада 1913 р. — ординарний професор кафедри фінансового права юридичного факультету Томського університету. З 30 січня 1914 р. до квітня 1915 р. — секретар юридичного факультету Томського університету, також був членом Ради юридичного факультету та членом Юридичної випробувальній комісії університету. У 1917 р. він захищає докторську дисертацію «Общественные классы. Важнейшие моменты в развитии проблемы классов и основные учения». 28 березня 1917 р. С. І. Солнцев, разом з професорами І. М. Занчевським, Є. В. Васьковським, Б. Ф. Веріго та іншими відомими вченими, обирається професором кафедри політичної економії та статистики Новоросійського університету. За кілька років роботи в університеті він зарекомендував себе як глибокий дослідник та здібний викладач економічної науки.
Після звільнення Одеси від денікінських військ, коли починалась реорганізація вищої школи, 17 березня 1920 р. Вчена рада обирає С. І. Солнцева ректором Новоросійського університету. То був складний час, коли нова, радянська влада намагалася знайти шляхи вирішення питань, пов'язаних з вищою освітою. Реорганізація вищої школи в Україні проводилась в умовах громадянської війни та іноземної інтервенції. Однак С. І. Солнцев на посаді ректора проводив величезну роботу по організації навчання та наукової роботи в університеті. В складний час громадянської війни створив необхідні умови для роботи різних його підрозділів, послідовно відстоював інтереси викладачів та студентів. На посаді ректора С. І. Солнцев працював до 10 липня 1920 р., коли були скасовані Вчена рада і правління Новоросійського університету, його канцелярія, а справи передавались у інститути, які створювались на його базі. Отже, С. І. Солнцев став останнім ректором Новоросійського університету.
В Одесі на базі Новоросійського університету були створені: Інститут народної освіти, Фізико-математичний інститут, Інститут гуманітарно-суспільних наук («Гумобін») та ін. В останньому С. І. Солнцев працював професором, а коли в 1921 р. почалась його реорганізація, він був обраний професором Одеського інституту народного господарства та призначений деканом кооперативного факультету інституту. Однак вже в грудні 1921 р. С. І. Солнцев звільняється з посади професора і декана факультету Одеського інституту народного господарства і переїжджає до Петрограда. Працює С. І. Солнцев професором Петроградського, потім Ленінградського університету. В жовтні 1927 р. С. Солнцева обирають академіком Всеукраїнської академії наук (ВУАН), а на початку 1929 р. — АН СРСР. З цього часу він працює у Раді по вивченню продуктивних сил СРСР і одночасно — заступником академіка-секретаря Відділення гуманітарних наук Академії.
Помер С. І. Солнцев 13 березня 1936 р. в Москві, був кремований та похований на новому Донському кладовищі. 

## Наукова діяльність
Наукові інтереси С. І. Солнцева пов'язані з теорією розподілу та соціальної структури суспільства. Під час навчання в Санкт-Петербурзькому університеті брав активну участь в роботі «Кружка политической экономии» під керівництвом приват-доцента В. В. Святловського, фахівця з питань статистики землеволодіння та організатора перших профспілок у Росії. Під впливом В. В. Святловського С. І. Солнцев написав работу «О движении населения параллельно с изменением крестьянской поземельной собственности вообще, общинной и частно-личной в частности», за яку отримав премію імені професора Ю. Е. Янсона. У 1907 р. з'явилась нова наукова праця С. І. Солнцева «Рабочие бюджеты в связи с теорией обеднения», в котрій він почав розробку важливого соціального напрямку в політичній економіці, який в той час Російській імперії розвивали М. І. Туган-Барановський, П. Б. Струве та ін. В магістерській дисертації, захищеної в 1912 р., в якій проаналізував великий фактичний матеріал та довів, що з'ясування розподільної сторони в заробітній платі дає важливий матеріал для характеристики і розуміння основних ліній в соціальній боротьбі, яка відбувалася між трудом і капіталом в капіталістичному суспільстві.
У 1917 р. він захистив докторську дисертацію, в якій розглянув утворення суспільних класів у зв'язку з проблемою розподілу. В основі докторської дисертації була ґрунтовна монографія «Общественные классы», в якій розкрив зміст найважливіших моментів у розвитку ідеї соціальних класів, оскільки вони виявилися в суспільній свідомості з кінця XVIII ст. В своїх наукових роботах С. І. Солнцев, який добре знав німецьку та деякі інші європейські мови, виявив широке і глибоке знання економічної літератури Європи і Америки. Крім цього займався проблемами економічної теорії, соціології, методологічними питаннями політичної економії, історією економічної думки. Так ним була написана фундаментальна праця «Введение в политическую экономию. Предмет и метод».
Після його смерті залишились неопубліковані наукові праці, які ним були підготовлені до видання: «История российского физиократизма в XVIII в.», «Чернышевский как политэконом», «Российские академики и профессора как представители русской политико-экономической мысли», «Киевское течение политико-экономической мысли (Н. Х. Бунге, В. В. Шульгин, Д. І. Пихно)».
У своїй основній роботі («Введення в політичну економію», 1922) виступаючи з критикою ідей австрійської школи, жорстко розмежовував об'єктивно-економічні і суб'єктивно-психологічні категорії, вважав, що «психологізм в економіці — це самоусунення економіки». Аналізуючи економічне вчення марксизму, Солнцев прийшов до висновку, що марксизм є об'єктивно-соціальним методом, що розглядає економічні явища як «об'єктивовані стосунки, що склалися в підсумку зіткнення індивідуальних воль».

## Наукові праці
- Рабочие бюджеты в связи с теорией «обеднения»: Социально-экономический очерк по данным Берлинской бюджетной статистики / С. И. Солнцев. — Смоленск: Электро-типо.-лит. Я. П. Подземского, 1907.
- Этический элемент в русской экономической литературе: (К вопросу о методологии в политической экономии) / С. И. Солнцев // Познание России. — 1909. — Кн. 11.
- К некоторым итогам последней профессионально-промышленной переписи в Германии 12 июня 1907 / С. И. Солнцев // Записки Императорского Русского технического общества. — 1909. — № 3.
- Общественные классы. Важнейшие моменты в развитии проблемы классов и основные учения / С. И. Солнцев // Известия Томского университета. — 1919. — Кн. 69.
- Рабочие бюджеты в связи с теорией «обеднения»: Социально-экономический очерк (по данным берлинской статистики) / С. И. Солнцев. — М. : Госиздат, 1923.
- Заработная плата как проблема распределения. / С. И. Солнцев. — 3-е изд. — Л. : Госиздат, 1926.
- Земельная рента в крестьянском хозяйстве / С. И. Солнцев // Государственный институт опытной агрономии. Известия отдела сельскохозяйственной экономии и статистики. — Л., 1929. — Вып. VIII.